# DeCarlo Guerra
DeCarlo Anthony Guerra Orellana (ur. 1 lutego 2008 w Los Angeles) – gwatemalski piłkarz z obywatelstwem amerykańskim występujący na pozycji defensywnego pomocnika, od 2023 roku zawodnik amerykańskiego Los Angeles FC 2.
Jego rodzice pochodzą z Gwatemali.